# Tarutyne
Tarútyne (in ucraino Тарутине?; in russo Тару́тино?, Tarútino; in romeno: Tarutino; dal greco: Θυράτυνα, Thyrátyna) è un insediamento rurale ucraino (5697 abitanti) nel distretto di Bolhrad, nell'oblast' di Odessa. Ospita l'amministrazione della comunità territoriale di Tarutyne,  una delle comunità territoriali dell'Ucraina.
Fino al 18 luglio 2020 Tarutyne era il centro amministrativo del distretto di Tarutyne, abolito come parte della riforma amministrativa dell'Ucraina, che ha ridotto a sette il numero dei distretti dell'oblast' di Odessa. L'area del distretto di Tarutyne è stata fusa nel distretto di Bolhrad.
Fino al 26 gennaio 2024 Tarutyne era classificata come insediamento di tipo urbano. Da tale data è entrata in vigore una nuova legge che ha abolito questo status e Tarutyne è stata riclassificata come insediamento rurale,